# Euphranta mikado
Euphranta mikado
 es una especie de insecto del género Euphranta de la familia Tephritidae del orden Diptera. 
Matsumura la describió científicamente por primera vez en el año 1916.